# Умершие в марте 1994 года
Это список известных людей, соответствующих установленным критериям значимости (см. Википедия:Критерии значимости персоналий), умерших в марте 1994 года.
Причина смерти указывается лишь в исключительных случаях (убийство, самоубийство, гибель в результате военных действий, смертная казнь, ДТП или несчастные случаи). В остальных случаях — не указывается.
- 1 марта — Сергей Поляк (18) — украинский художник, лауреат международных литературно-художественных премий.
- 2 марта — Валентин Бахвалов (80) — подполковник Советской Армии, участник Великой Отечественной войны, Герой Советского Союза.
- 2 марта — Евгения Жигуленко (73) — командир звена 46-го гвардейского ночного бомбардировочного авиационного полка 325-й ночной бомбардировочной авиационной дивизии 4-й воздушной армии 2-го Белорусского фронта, гвардии лейтенант. Герой Советского Союза.
- 2 марта — Дмитрий Сухарников (80) — участник Великой Отечественной войны, Герой Советского Союза.
- 2 марта — Илья Френкель (90) — советский поэт, автор слов песни «Давай закурим», русского текста гимна Коминтерна и других советских песен.
- 2 марта — Геннадий Шатин (72) — участник Великой Отечественной войны, Герой Советского Союза.
- 3 марта — Игорь Гостев (68) — советский режиссёр, народный артист РСФСР (1985).
- 4 марта — Арон Быховский (64) — советский физик, педагог, доктор наук.
- 4 марта — Хатмулла Султанов (69) — Герой Социалистического Труда, полный кавалер Ордена Славы.
- 5 марта — Миралекпер Ибрагимов — азербайджанский педагог, капитан армии, Национальный герой Азербайджана.
- 5 марта — Григорий Кузнецов (84) — советский хозяйственный, государственный и политический деятель.
- 6 марта — Тенгиз Абуладзе (70) — советский грузинский кинорежиссёр.
- 6 марта — Глеб Белянчиков (72) — советский игрок в хоккей с мячом и с шайбой, вратарь.
- 7 марта — Василий Мещеряков (72) — Полный кавалер ордена Славы.
- 8 марта — Станислав Долецкий (74) — академик РАМН СССР, писатель
- 8 марта — Евфросиния Керсновская (86) — бессарабская помещица, мемуаристка, оставившая ценные письменные свидетельства о сталинских репрессиях.
- 9 марта — Чарльз Буковски (73) — американский поэт и писатель.
- 9 марта — Павел Гуденко (83) — капитан Советской Армии, участник Великой Отечественной войны, Герой Советского Союза.
- 9 марта — Григорий Дуб (74) — участник Великой Отечественной войны, Герой Советского Союза.
- 10 марта — Михаил Казаков (73) — участник Великой Отечественной войны, Герой Советского Союза.
- 11 марта — Надежда Доценко (80) — советская украинская актриса. Народная артистка СССР.
- 11 марта — Владимир Канделаки (85) — советский певец (бас-баритон) и режиссёр.
- 12 марта — Юрий Лысенко (83) — советский и украинский кинорежиссёр и сценарист. Заслуженный деятель искусств УССР.
- 14 марта — Игорь Шаферан (62) — русский советский поэт, писатель.
- 14 марта — Николай Щемелёв (73) — участник Великой Отечественной войны, Герой Советского Союза.
- 16 марта — Николай Кудрицкий (31) — советский и украинский футболист, нападающий и полузащитник.
- 16 марта — Гагик Степанян (29) — армянский фидаин, участник Карабахской войны.
- 16 марта — Николай Щипанов (69) — участник Великой Отечественной войны, Герой Советского Союза.
- 17 марта — Василий Боченков (74) — участник Великой Отечественной войны, Герой Советского Союза.
- 17 марта — Александр Гиталов (78) — новатор колхозного производства.
- 18 марта — Юрий Катин-Ярцев (72) — советский актёр театра и кино, театральный педагог, Народный артист РСФСР.
- 18 марта — Виктор Михайлов (57) — актёр театра и кино.
- 19 марта — Рафик Бабаев (56) — советский азербайджанский музыкант, пианист, дирижёр.
- 21 марта — Владимир Тараскин (80) — участник Великой Отечественной войны, полный кавалер ордена Славы.
- 23 марта — Игорь Алейников (32) — советский и российский кинорежиссёр.
- 23 марта — Валентина Владимирова (66) — советская актриса, заслуженная артистка РСФСР.
- 23 марта — Абдухалик Каримов (70) — советский партийный и государственный деятель.
- 23 марта — Борис Косарев (96) — советский художник-кубофутурист, график.
- 23 марта — Джульетта Мазина (73) — итальянская актриса.
- 25 марта — Наталья Трифонова (75) — Герой Социалистического Труда.
- 26 марта — Александр Орлов (75) — полковник Советской Армии, участник Великой Отечественной войны, Герой Советского Союза.
- 27 марта — Георгий Дикун (78) — участник Великой Отечественной войны, Герой Советского Союза.
- 27 марта — Пётр Плетнёв (78) — участник Великой Отечественной войны, Герой Советского Союза.
- 27 марта — Константин Чикин (67) — советский художник-мультипликатор, режиссёр мультипликационных фильмов.
- 28 марта — Владимир Андреев (89) — советский военно-морской деятель, участник Великой Отечественной войны, адмирал.
- 28 марта — Иван Башарин (74) — участник Великой Отечественной войны, Герой Советского Союза.
- 28 марта — Виктор Венгловский (67) — российский и советский тромбонист и музыкальный педагог.
- 28 марта — Эжен Ионеско (84) — румынский драматург, один из основоположников эстетического течения абсурдизма (театра абсурда).
- 28 марта — Владимир Опалёв (74) — участник Великой Отечественной войны, Герой Советского Союза.
- 29 марта — Иван Палилов (74) — участник Великой Отечественной войны, Герой Советского Союза.
- 29 марта — Владимир Пелипенко (77) — участник Великой Отечественной войны, Герой Советского Союза.
- 31 марта — Медея Джапаридзе (71) — грузинская советская актриса, народная артистка Грузинской ССР.